# Anchomanes nigritianus
Anchomanes nigritianus är en kallaväxtart som beskrevs av Alfred Barton Rendle. Anchomanes nigritianus ingår i släktet Anchomanes och familjen kallaväxter. Inga underarter finns listade.